# Nyctemera moluccana
Nyctemera moluccana är en fjärilsart som beskrevs av Walter Karl Johann Roepke 1907. Nyctemera moluccana ingår i släktet Nyctemera och familjen björnspinnare. Inga underarter finns listade i Catalogue of Life.